# L'eredità Ferramonti
L'eredità Ferramonti conocida como la  La herencia Ferramonti en España, La herencia de los Ferramonti en Argentina y Los herederos en Colombia, es una película italiana dirigida en 1976 por Mauro Bolognini basada en una novela de Gaetano Carlo Chelli. 
Ambientada en la Roma del rey Umberto, la película cuenta la ambigüedad, los subterfugios y las calculadas maquinaciones de una joven. Ésta por medio del matrimonio pasa a formar parte de una acomodada familia de la burguesía romana, la familia Ferramonti. Participó en el Festival de Cannes, donde Dominique Sanda ganó el premio a la Mejor Actriz.

## Sinopsis
Irene es una mujer joven, bella y sin escrúpulos. Es la hija del modesto propietario de una ferretería, pero su padre no puede mantenerla. Entonces se casa con el hijo de un viejo y rico panadero. Después de algún tiempo sin ningún tipo de aliciente, comienza a interesarse por los asuntos de su nueva familia, además tratará de apoderarse de la herencia de su suegro.

## Reparto
- Anthony Quinn - Gregorio Ferramonti
- Fabio Testi - Mario Ferramonti
- Dominique Sanda - Irene Carelli Ferramonti
- Gigi Proietti - Pippo Ferramonti (como Luigi Proietti)
- Adriana Asti - Teta Ferramonti Furlin
- Paolo Bonacelli - Paolo Furlin
- Rossella Rusconi - Flaviana Barbati
- Harold Bradley - Andrea Barbati (como Harald Bromley)
- Carlo Palmucci
- Silvia Cerio - Signora Minnelli
- Maria Russo - Rosa Carelli
- Simone Santo - Armando Carelli
- Rossana Di Lorenzo - Matilde